# Erastria
Erastria är ett släkte av fjärilar. Erastria ingår i familjen mätare.

## Bildgalleri

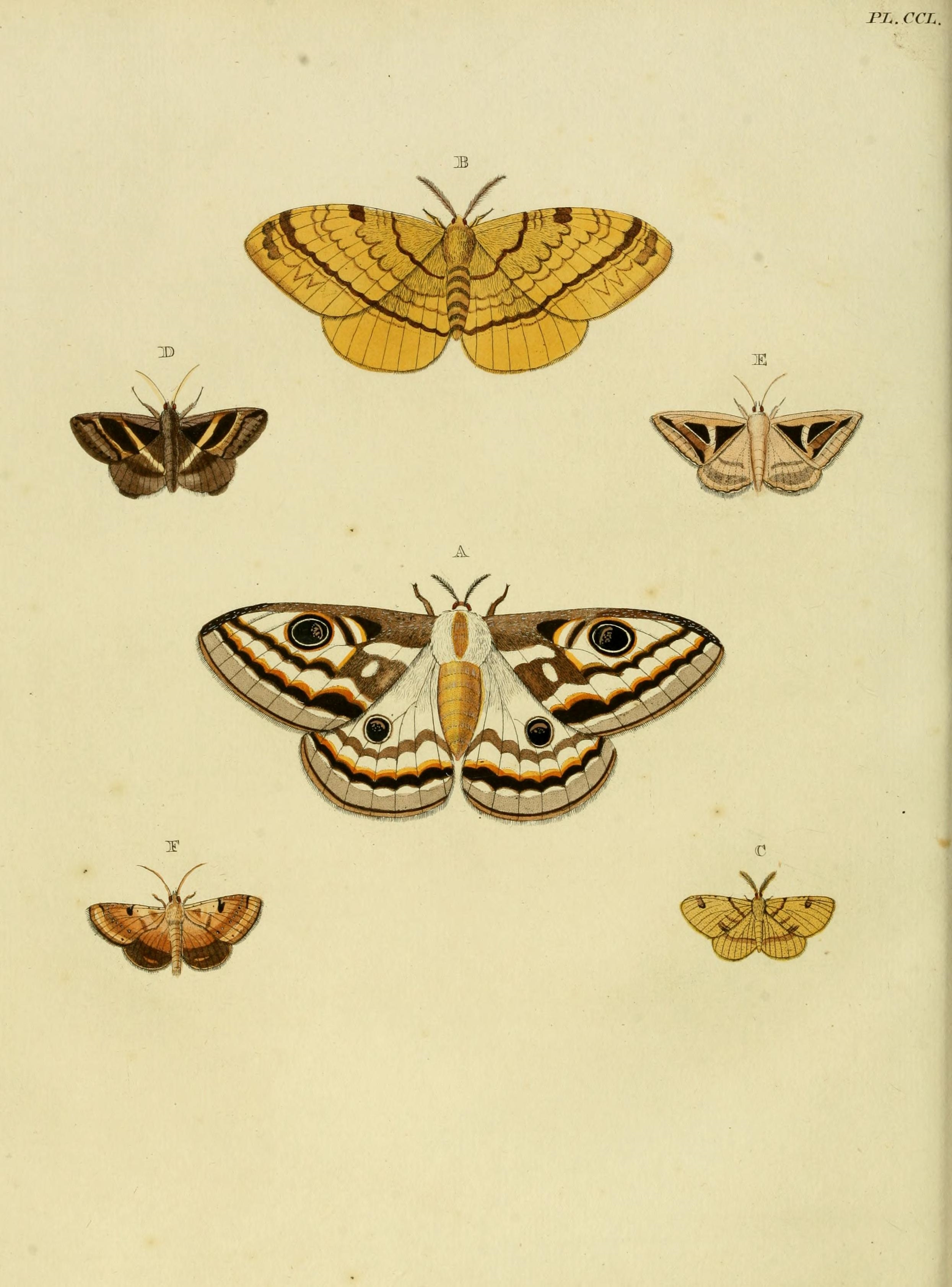

## Dottertaxa tillErastria, i alfabetisk ordning[1]
- Erastria accesaria
- Erastria aesymnusaria
- Erastria albicatena
- Erastria albosignata
- Erastria atrisignata
- Erastria campylogramma
- Erastria canentaria
- Erastria canente
- Erastria coloraria
- Erastria combinataria
- Erastria cristataria
- Erastria cruentaria
- Erastria curvilinea
- Erastria decrepitaria
- Erastria dissimilaria
- Erastria esperanza
- Erastria fletcheri
- Erastria gibbosa
- Erastria humbloti
- Erastria incompleta
- Erastria insularis
- Erastria intensa
- Erastria khasiana
- Erastria latimarginata
- Erastria latimargo
- Erastria leucicolor
- Erastria lucicolor
- Erastria lungtanensis
- Erastria lysima
- Erastria madecassaria
- Erastria mangiferaria
- Erastria marginata
- Erastria mascularia
- Erastria miegii
- Erastria mimasaria
- Erastria muscosa
- Erastria natalensis
- Erastria nigripuncta
- Erastria nodieri
- Erastria obliqua
- Erastria olenusaria
- Erastria olivata
- Erastria pallens
- Erastria perfusca
- Erastria perlutea
- Erastria perolivata
- Erastria phantasma
- Erastria phoenix
- Erastria rectilinea
- Erastria rubra
- Erastria simplex
- Erastria sordida
- Erastria sphaeromacaria
- Erastria sphaeromacharia
- Erastria subradiata
- Erastria sumbensis
- Erastria swinhoei
- Erastria versatiliaria
- Erastria vindex